# Los días con Ana
Los días con Ana es una película uruguaya de 2000. Dirigida por Marcelo Bertalmío, es una comedia protagonizada por Aiala Rosá, Javier Baliosián, Jorge Visca, Lorena Etcheverry y Rafael Bernardi.

## Sinopsis
El grupo de amigos se replantea las relaciones entre sus integrantes tras el anuncio de uno de ellos, Ana, de irse al extranjero.

## Protagonistas
| - Aiala Rosá (Ana) - Javier Baliosian (Lucas) - Jorge Visca (Murdock) - Lorena Etcheverry (Laura) - Rafael Bernardi | - Carinna Bálsamo - Luis Silva - Lucía Lafourcade - Martín Pedemonte - Andrea Delgado |

## Premios
- Mejor largometraje de ficción, mejor obra y mejor video joven en el Festival Cinematográfico Internacional del Uruguay (2000).[3]

### Otras nominaciones
- Mejor película uruguaya del año por la Asociación de Críticos Cinematográficos del Uruguay.[4]